# هاري بومبو فيليجاس
هاري فيليجاس أو هاري فياغاس المشهور بـ بومبو (ولد 1940 في يارا، كوبا) مُقاتل وكاتب شيوعي كوبي قاتل بجانب تشي غيفارا منذ الثورة الكوبية وحتى محاولات غيفارا لإسقاط نظام بوليفيا حينها، كما يُعتبر الحارس الشخصي المُلازم لغيفارا لأكثر من ثمانية سنوات، كما أنه كاتب وناشر لكتب ثورية في كوبا والعالم.

## مصدر
1. ↑  "Muere 'Pombo', uno de los cinco supervivientes de la guerrilla del Che Guevara en Bolivia" (بالإسبانية). Retrieved 2019-12-30.
2. 1 2   https://www.publico.es/internacional/muere-harry-villegas-tamayo-muere-pombo-cinco-supervivientes-guerrilla-che-guevara-bolivia.html. اطلع عليه بتاريخ 2019-12-30. {{استشهاد ويب}}: |url= بحاجة لعنوان (مساعدة) والوسيط |title= غير موجود أو فارغ (من ويكي بيانات) (مساعدة)
3. ↑  هاري بومبو فيليجاس

## وصلات خارجية
- Members of Che Guevara's Guerrilla Movement in Bolivia - by the Latin American Studies Organization